# Cracolandia

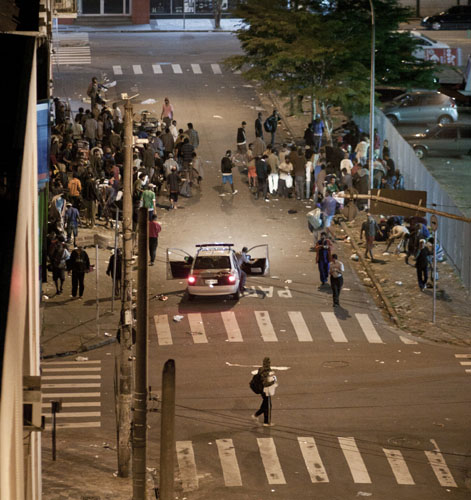
Operazione di polizia a Cracolandia, nell'Avenida Gusmões a San Paolo (2012).

Cracolandia (in portoghese Cracolândia, parola derivata da crack + lândia, "terra del crack") è il termine comunemente utilizzato per indicare un'area del centro della città di San Paolo, in Brasile, caratterizzata dalla presenza di una popolazione di senza fissa dimora, composta prevalentemente da tossicodipendenti e spacciatori, in particolare di crack.
Cracolandia è situata nel centro di San Paolo, nei pressi di Avenida Duque de Caxias, Avenida Ipiranga, Avenida Rio Branco, Avenida Cásper Líbero, Avenida Mauá, la stazione Júlio Prestes, Avenida Dino Bueno e Praça Princesa Isabel, un'area storicamente caratterizzata da intensi traffici di droga e prostituzione. Più precisamente, il cuore di Cracolandia si trova in Praça do Cachimbo, all'angolo tra Rua Helvetia e Alameda Cleveland, nel quartiere Campos Elíseos. La zona coincide in parte con le aree di Boca do Lixo e Boca do Luz.
Al 2019, una significativa percentuale dei frequentatori di Cracolandia proveniva da fuori dello Stato di San Paolo. In particolare, il 34,5% era costituito da migranti provenienti da altre unità federali del Brasile, mentre l'1% arrivava da paesi stranieri.

## Storia

### Nascita

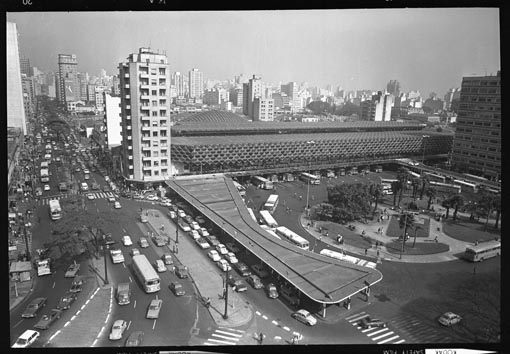
L'antica autostazione Luz, nello sfondo, e Piazza Júlio Prestes nel 1975.

Lo sviluppo di Cracolandia iniziò negli anni '90, e secondo il ricercatore Bruno Paes Manso, la sua formazione è attribuibile a due fattori principali. Da un lato, il vecchio terminal degli autobus di Luz era già un noto punto di vendita di droga a San Paolo, con un mercato controllato dalla Polizia Civile locale, il che garantiva un'ampia disponibilità di sostanze stupefacenti. Dall'altro, i massacri avvenuti nelle periferie della città spinsero molti consumatori, noti come noias, a rifugiarsi nel centro, considerato un luogo più sicuro.

### Tentativi di controllo
Nel 2005, durante l'amministrazione del sindaco José Serra (PSDB), sono state adottate misure per contrastare il degrado dell'area, tra cui la chiusura dei bar e motel associati al traffico di droga e alla prostituzione, mentre i senzatetto sono stati allontanati e i controlli di polizia intensificati per contrastare il consumo di stupefacenti nella zona. Inoltre, centinaia di immobili, situati su un'area di 105000 m², sono stati dichiarati di pubblica utilità ed espropriati. L'obiettivo del programma era attrarre investimenti privati, creando spazi per lo sviluppo del settore immobiliare.
Nel 2007, durante l'amministrazione di Gilberto Kassab (DEM), la città di San Paolo ha avviato il Projeto Nova Luz, un programma volto alla riqualificazione dell'area. Tra le misure previste, spiccava l'esenzione dall'Imposta sui beni immobili e sui terreni urbani (IPTU), destinata a incentivare la ristrutturazione delle facciate degli edifici con un valore di mercato inferiore a 300000 reais. I critici del programma ne evidenziano l’approccio basato sul cosiddetto “igiene sociale”, sottolineando che la riqualificazione di edifici, piazze, parchi e vie non è accompagnata da interventi di supporto per le fasce più vulnerabili della popolazione, che vengono invece allontanate senza misure di assistenza adeguate. I senzatetto vengono sgomberati e i consumatori di crack, molti dei quali bambini e adolescenti, non potendo più radunarsi nell'area, sono costretti a spostarsi in gruppi nei quartieri limitrofi, vagando senza una destinazione precisa.

### Cronologia spostamenti

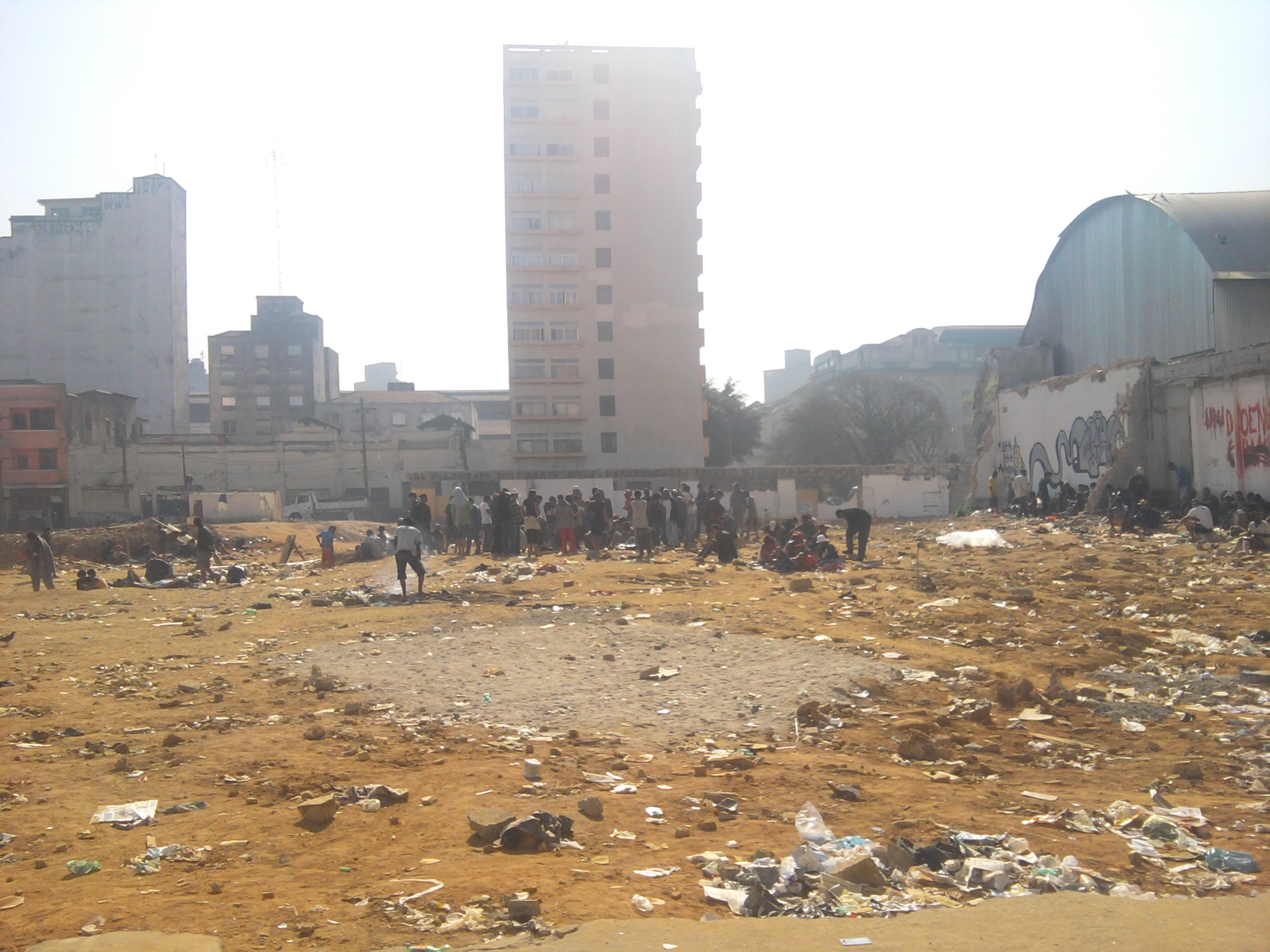
Popolazione di Cracolandia nei pressi di Piazza Júlio Prestes (2010).

Nel corso degli anni la popolazione di Cracolandia ha subito diversi spostamenti a causa di diversi fattori:
- anni '90: Cracolandia si concentra principalmente tra Rua dos Protestantes e Rua dos Gusmões, a sud-est di Praça Júlio Prestes, vicino alla zona dove operava la Rodoviária da Luz fino al 1982.[9]
- 1997: viene avviata la prima grande operazione di polizia, chiamata Tolerância Zero,[9] mirata a disperdere la popolazione della zona.
- anni successivi: i senzatetto si dispersero verso la zona a sud di Praça Júlio Prestes, tra le Avenidas São João, Duque de Caxias e Cásper Líbero.[10]
- marzo 2005: dopo l'operazione Tolerância Zero, l'area di Cracolandia si riduce di circa la metà, con un'ulteriore migrazione verso est, verso Avenida Rio Branco.[10]
- 2008: si registra una nuova migrazione verso ovest di Praça Júlio Prestes, principalmente nelle zone di Alameda Dino Bueno, Rua Cleveland, Rua Glete, Rua Helvetia e Praça Princesa Isabel.[9]
- 2012: viene lanciata l'operazione Sufoco, nuovamente mirata a disperdere la popolazione dell'area.[9]
- 2013-2016: viene attuato il programma sociale Braços Abertos, che riporta la situazione simile a quella del 2008.
- maggio 2017: dopo le demolizioni effettuate dalla Prefettura di San Paolo, i senzatetto si disperdono nelle zone limitrofe.[9]
- 2022: l'operazione Caronte in Praça Princesa Isabel provoca un'altra dispersione nelle zone adiacenti.[9]
- agosto 2023: i tossicodipendenti si ritrovano nuovamente in Rua dos Gusmões.[9]

## Programmi sociali

### Recomeço
Nel 2013, il Governo dello Stato di San Paolo ha istituito il programma sociale Recomeço, sotto la guida del governatore Geraldo Alckmin (PSDB), che è durato un anno, con conclusione nel 2014. Il costo annuale del programma è stato di circa 80 milioni di reais, pari a un investimento di circa 1.350 reais al mese per ogni senzatetto. Il programma mirava a offrire supporto ai tossicodipendenti attraverso il recupero, offrendo servizi di reinserimento sociale e supporto psicologico per facilitare la disintossicazione e il ritorno a una vita normale.

### Braços Abertos
Nel 2014, sotto l'amministrazione di Fernando Haddad, la città di San Paolo ha creato il programma sociale Braços Abertos, che è stato attivo fino al 2017, con un costo annuale di circa 12 milioni di reais, corrispondenti a un investimento di circa 1350 reais al mese a persona. Questo programma si basava sul reinserimento sociale dei tossicodipendenti, con l’obiettivo di aiutarli a uscire dalla condizione di senzatetto e offrire loro un'opportunità di lavoro retribuito. Durante il periodo di attuazione, i partecipanti ricevevano un alloggio gratuito in hotel economici nel centro della città e un impiego come spazzini, guadagnando 15 reais al giorno.
Il programma ha ottenuto un notevole successo, ricevendo riconoscimenti a livello nazionale e internazionale. Tuttavia, i critici hanno sollevato preoccupazioni, affermando che sembrava che la Prefettura stesse semplicemente fornendo denaro e spazi affinché i tossicodipendenti rimanessero nell'area, consumando droga e alimentando il traffico. Non era previsto alcun obbligo di lavoro effettivo per ricevere il supporto economico. La Polizia Militare dello Stato di San Paolo ha segnalato la presenza di traffico legato a fazioni criminali in quasi tutti gli alloggi coinvolti. Di conseguenza, la Procura della Repubblica del Brasile ha avviato un'indagine per verificare le accuse di utilizzo di fondi pubblici a sostegno della criminalità organizzata.

### Redenção

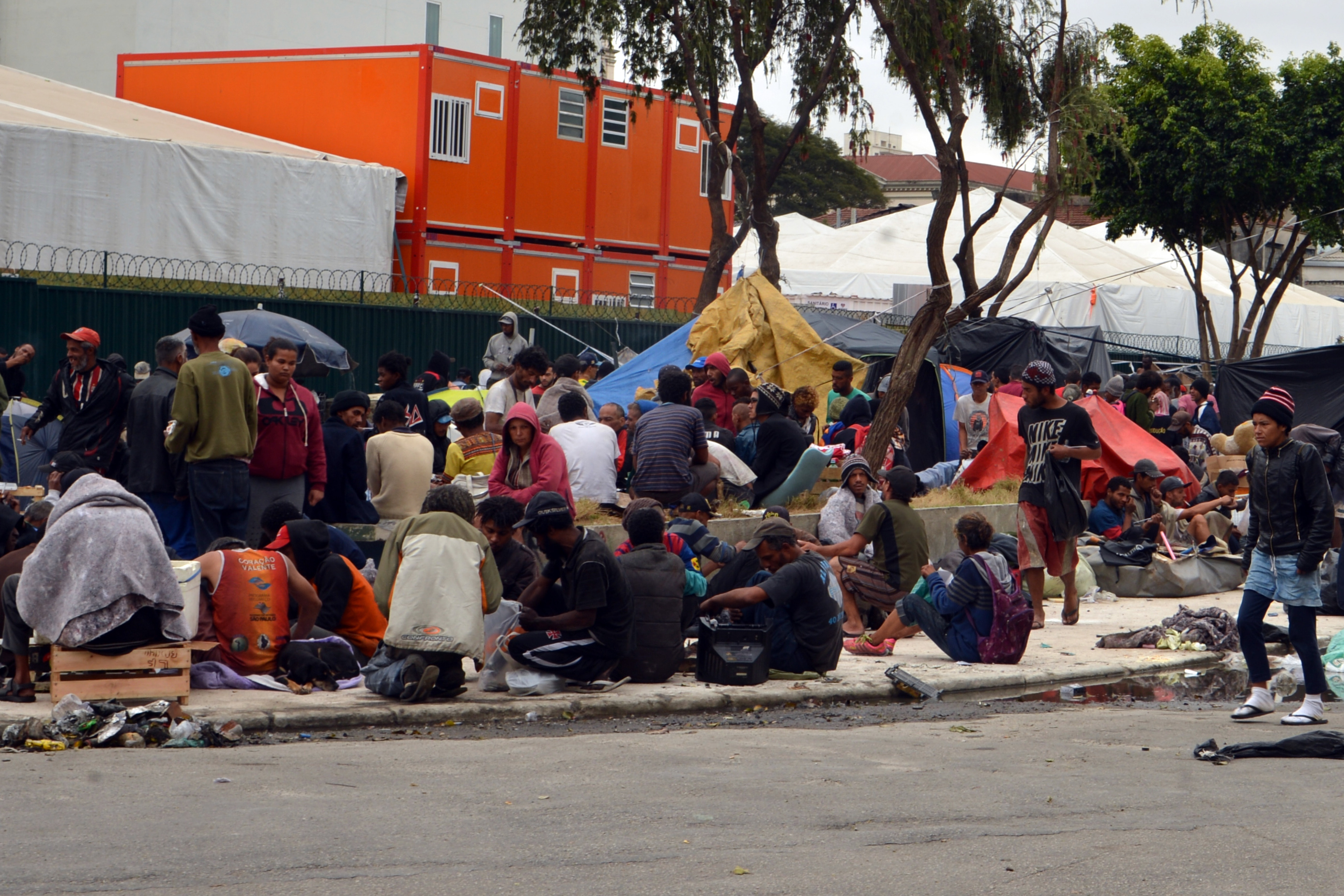
Tossicodipendenti a Piazza do Cachimbo (agosto 2017).

Il programma sociale denominato Redenção è stato creato dalla Prefettura di San Paolo sotto l'amministrazione di João Doria (PSDB) nel 2017. È stato avviato nel contesto del progetto di riqualificazione del centro della città, come un intervento di polizia su larga scala, che ha portato allo spostamento dei senzatetto dalla zona precedentemente occupata e all'arresto di trentotto persone. L'attuazione del programma è avvenuta la mattina del 21 maggio 2017, con il sindaco João Dória Jr. che ha dichiarato:
(João Dória Jr)
Tuttavia, tale affermazione si è rivelata affrettata a causa degli sviluppi successivi. Il risultato più significativo dell'operazione di polizia è stato infatti un semplice spostamento della popolazione di Cracolandia, che inizialmente si è dispersa nei dintorni, per poi stabilirsi in Praça Princesa Isabel, a pochi isolati dalla sua ubicazione originaria in Rua Helvétia.
Inizialmente, il programma prevedeva il ricovero obbligatorio dei tossicodipendenti, con l'amministrazione cittadina che intendeva fare in modo che il ricovero in ospedale non fosse subordinato, caso per caso, all'approvazione di un giudice dopo ua valutazione medica, ma solo a quest'ultima. Tuttavia, il Pubblico ministero dello Stato di San Paolo si è opposto al provvedimento, dando origine a una causa legale con la Prefettura di San Paolo, persa da quest'ultima. Nonostante ciò il responsabile del programma all'epoca, lo psichiatra Arthur Guerra, si era dichiarato contrario all'internamento forzato.
Il programma, così come fu inizialmente attuato, ricevette forti critiche da parte di vari settori della società, al punto da essere definito “barbaro” e persino paragonato a una “caccia all’uomo”. La segretaria per i diritti umani della città di San Paolo si dimise in dissenso con il modo in cui il programma era stato implementato. Quest'ultimo inoltre fu messo in pratica prima ancora di essere stato completamente preparato, in modo affrettato e improvvisato; nemmeno il segretario alla sanità, che era direttamente responsabile dell'assistenza medica ai tossicodipendenti da crack, era a conoscenza dell'inizio dell'operazione.

## Operazioni di contrasto

### OperazioneCentro Legal
Il 3 gennaio 2012, la Prefettura di San Paolo, sotto l'amministrazione di Gilberto Kassab (PSD), ha avviato un'operazione mirata alla lotta contro il traffico di droga nella regione, attraverso l'Operazione Centro Legal. Alla fine del mese, secondo la Polizia Militare, Cracolandia si era dispersa in 27 quartieri, tra cui Barra Funda, Higienópolis, Luz, Campos Elíseos, Santa Cecília, Repubblica, nelle vicinanze di Elevado e sui binari della Companhia Paulista de Trens Metropolitanos. Queste zone sono state denominate dalla stampa minicracolandias.
Secondo un rapporto pubblicato il 27 gennaio 2012 dal Governo dello Stato di San Paolo, dall'inizio dell'operazione 155 tossicodipendenti erano stati trasferiti in centri di recupero, mentre 191 persone erano state arrestate in flagranza di reato. Durante l'operazione sono state sequestrate circa 63 tonnellate di droga, di cui 3 di crack.

### OperazioneCaronte

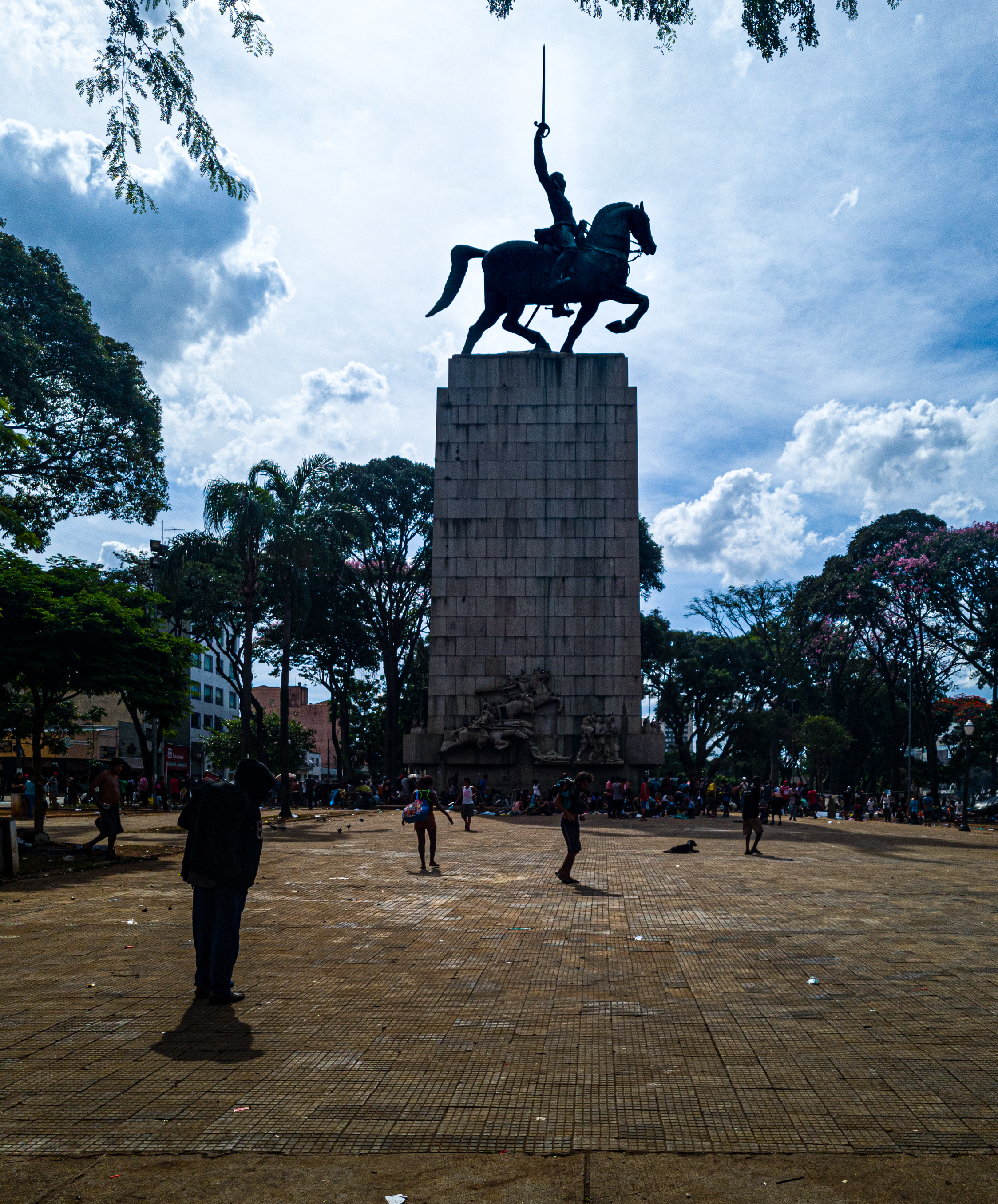
Praça Princesa Isabel.

Il 18 giugno 2021, la Polizia Civile di San Paolo ha avviato l'Operazione Caronte, ideata da Roberto Monteiro. Secondo i dati forniti dalla Polizia Civile, in quattro anni l'operazione ha portato all'arresto di 196 leader di bande di trafficanti e ha coinvolto oltre un milione di persone. Tuttavia, durante questo periodo, l'operazione è stata oggetto di numerose critiche, soprattutto per il trattamento riservato ai tossicodipendenti.

### Operazione del 2022
Il 17 marzo 2022 si è verificata una dispersione pacifica di tossicodipendenti, supportata dagli abitanti di Rua Cleveland che hanno organizzato manifestazioni per evitare il ritorno degli occupanti nella zona. Secondo alcuni di essi, l'operazione sarebbe stata ordinata dall'organizzazione criminale Primeiro Comando da Capital (PCC); tuttavia, la Polizia Civile ha attribuito il fenomeno al risultato delle operazioni di polizia, come l'Operazione Conrad e l'Operazione Caronte, che avevano portato a numerosi arresti. Queste operazioni hanno determinato una riduzione del flusso di consumatori tra il 40% e il 60%. La dispersione è coincisa con l'inaugurazione dell'ospedale statale Pérola Byington e la conclusione dei lavori di ristrutturazione di Rua Cleveland. Il giorno successivo, il governatore dello Stato di San Paolo João Doria ha visitato l'area.
I tossicodipendenti hanno cercato di stabilirsi in altri luoghi, come Largo do General Osório e Praça Júlio Mesquita, a Santa Efigênia, ma la Guardia Civil Metropolitana ha rafforzato la sua presenza per impedirlo. Sebbene Cracolandia non sia stata completamente eliminata, l'operazione è stata considerata una vittoria. Alcuni senzatetto si sono stabiliti nuovamente in piazza Princesa Isabel, già oggetto di precedenti occupazioni. La situazione ha generato preoccupazione per l'impatto negativo sul commercio locale.

## Nella cultura di massa
Nella telenovela brasiliana Verdades Secretas, la protagonista, tossicodipendente dal crack, diventa una senzatetto a Cracolandia.
Nel novembre del 2020, il dj e produttore brasiliano Alok ha pubblicato il brano Ilusão (Cracolândia), inciso insieme ai rapper MC Hariel, MC Davi, MC Ryan SP e Salvador da Rima, e contenente messaggi contro le dipendenze.